# 自由雕塑公园
34°54′29″N 116°50′31″W / 34.908°N 116.842°W

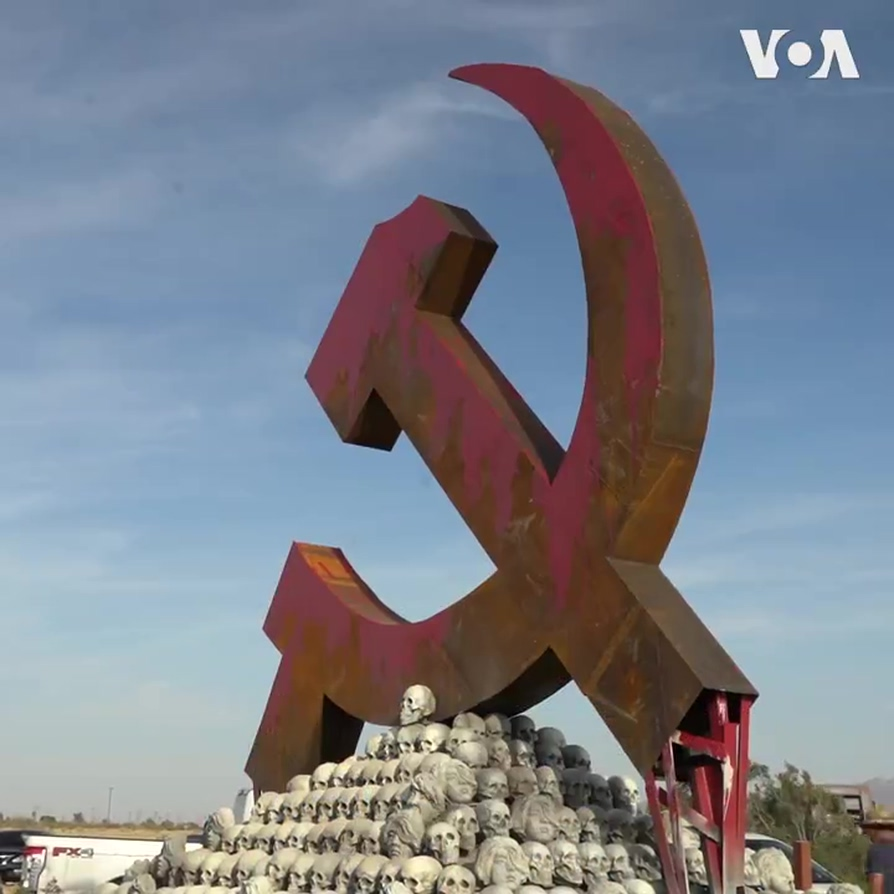
公园内的共产主义受难者纪念碑

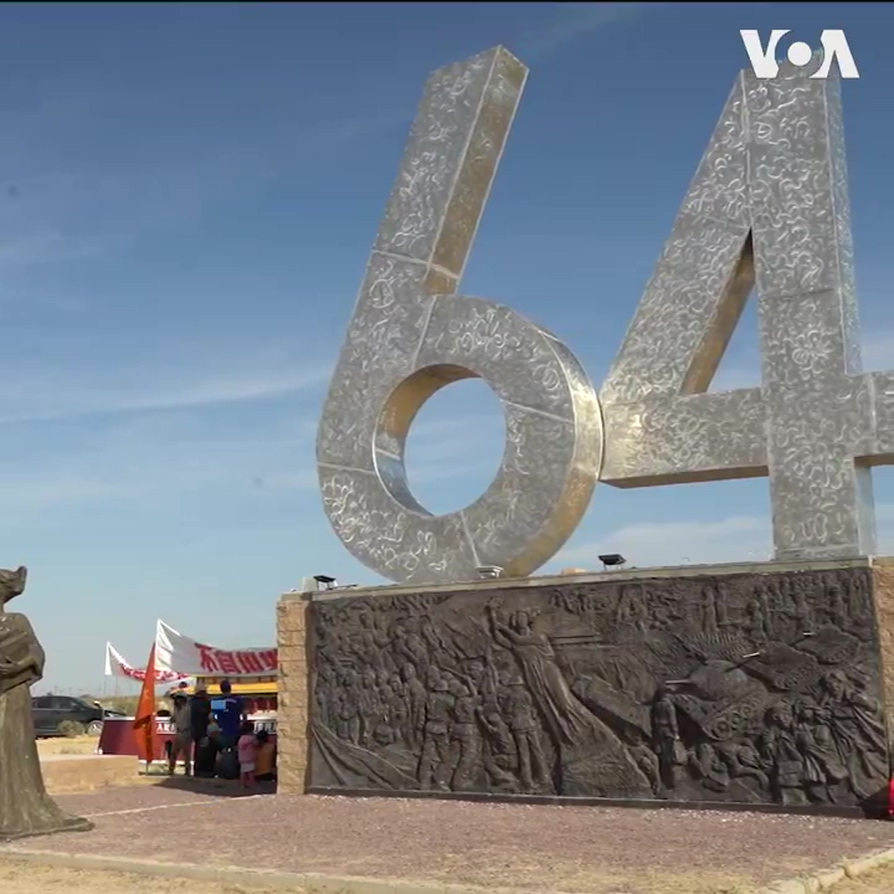
公园内的64大屠杀纪念碑

自由雕塑公园（英语：Liberty Sculpture Park）是位于美國加利福尼亞州耶莫的15號州際公路旁的一個以争取民主自由、反对共产暴政为主题的雕塑公园。公园建设方稱公園的初衷是让中国民主运动有一个有型的基地，同时也作为中共专政受害者的纪念园地。

## 历史
- 2016年，华人雕塑艺术家陈维明与友人在位于南加州洛杉矶附近的耶莫共同出资购买土地，开始建设自由雕塑公园。
- 2017年12月11日，自由雕塑公园奠基落成第一座雕像——印第安英雄酋长疯马塑像。[5]
- 2019年天安门大屠杀三十周年之际，园区标志性作品64大屠杀纪念碑落成。
- 2020年香港國安法通過後，自由雕塑公園架設在香港虛擬空間的網站遭到關閉，無法訪問[9]。

## 雕像及景点
- 64大屠杀纪念碑（不锈钢）[10][11][12][13][14][15][16][17][18][19][20][21][22][23][24][25]
- 民主女神像
- 天安门大屠杀浮雕
- 疯马酋长像
- 坦克人[26][27]
- 連儂牆
- 光复香港 时代革命大型群雕[28][29][30][31][32][33]
- 牢笼中的刘晓波
- 司徒华先生最后的日子
- 李旺阳
- 丁建强纪念亭
- 中共病毒雕塑（2021年7月23日遭人焚毀）[34]
- “中共病毒二世”雕塑[35][36]

## 进行中的雕像及未来规划

### 共产主义受害者纪念馆
计划建立共產主義受害者紀念館，存放來自世界各國文字圖片以及實物。目前，已经搜集到130幅与六四大屠杀相关的绘画。

### 64米高民主女神像
作为“送民主女神像给中国”行动的基地，规划建设64米高的铜制民主女神像。最终目标将民主女神像陈放北京天安门毛泽东纪念堂，以毛泽东纪念堂为雕像底部主基座结构进行设计，在纪念堂之上，是民主女神像本体的基座，再把雕像立于基座之上。该纪念堂建物高度有32.7米，雕像本体和其基座各有32米，依照设计概念，以纪念堂建物为底，加上雕像本体与其附带基座，三者相加总高度为89.64米。这一座民主女神像正好能与美国纽约自由女神像相呼应，希望全人类共享的珍贵价值—民主与自由，能在东西两方相映，视两雕像互为‘姐妹篇’。